# Federación Peruana de Fútbol
Federación Peruana de Fútbol är Perus fotbollsförbund med säte i Lima. Förbundet grundades den 23 augusti 1922 med uppgift att främja och administrera den organiserade fotbollen i Peru, och att företräda den utanför landets gränser. Förbundet är anslutet till Fifa sedan 1924, och medlem av Conmebol sedan 1925.